# Alida Bohnen
Alida Bohnen (* 1996 in Braunschweig) ist eine deutsche Schauspielerin.

## Leben
Während der Schulzeit wurde Bohnen an der Städtischen Musikschule Braunschweig von Mathias Claus am Jazz-Piano unterrichtet. 2012 gewann sie in dieser Stilrichtung den Jazzpiano Youngsterpreis. Nach dem Abitur am Martino-Katharineum, wo sie auch in der Theater-AG mitspielte, studierte Bohnen von 2016 bis 2020 Schauspiel an der Universität für Musik und darstellende Kunst Graz. Sie spielte am Schauspielhaus Graz und am Theater Dortmund und war auch als Jazz-Pianistin aktiv. Seit 2020 ist sie Ensemblemitglied am Theater der Jungen Welt Leipzig.

## Filmografie (Auswahl)
- 2017: Die Unsichtbaren – Wir wollen leben
- 2019: 7,2 qm (Kurzfilm)
- 2021: Wilsberg: Überwachen und belohnen
- 2021: In aller Freundschaft (Fernsehserie, eine Folge)
- 2022: Bettys Diagnose (Fernsehserie, eine Folge)
- 2022: Tatort: Katz und Maus[5]
- 2023: In aller Freundschaft – Die jungen Ärzte (Fernsehserie, eine Folge)
- 2023: SOKO Köln – Vor die Hunde (Fernsehserie)
- 2023: Paradise
- 2023: Wolfsland: Das schwarze Herz